# 三重県立北星高等学校
三重県立北星高等学校（みえけんりつほくせいこうとうがっこう）は、三重県四日市市富田地区にある公立の高等学校である。

## 沿革
- 1967年（昭和42年）4月1日 - 三重県立四日市商業高等学校から塩浜地区にあった校舎が四日市ぜんそくの被害から逃れる為に富田地区茂福に移転をして、夜間定時制過程（商業科及び普通科）を分離して、独立校舎（鉄筋3階建）を建設して、三重県立四日市北高等学校として発足した。
- 1968年（昭和43年）
  - 3月10日 - 三重県立四日市北高等学校同窓会が発足する。
  - 4月1日 - 市立四日市病院、四日市医師会、日永病院、富田浜病院の富田浜看護婦学校の4准看学校と10単位技能連携の普通科家庭看護コースが発足した。
- 1970年（昭和45年）4月1日 - 4准看学校との技能連携による衛生看護科を設置して、普通科看護コースを廃止した。
- 1972年（昭和47年）3月31日 - 四日市市立四日市病院付属准看学校が廃校となり、同校との技能提携を解消した。
- 1987年（昭和62年）4月1日 - 衛生看護科の生徒募集を停止した。
- 1993年（平成5年）4月1日 - 衛生看護科を廃止した。
- 平成初期の1990年代から日系ブラジル人・日系ペルー人など外国人生徒が多数入学する。
- 2002年（平成14年）
  - 4月1日 - 1年生より単位制を導入する。
  - 5月13日 - 昼間部（午前・午後）を開設して、昼間部に情報ビジネス科を設置して、夜間部の商業科の生徒募集を停止した。
- 2004年（平成16年）11月25日 - 鉄筋二階建教室練の3号館の増築が完工した。
- 2005年（平成17年）7月1日 - 体育館の新築が完工した。
- 2006年（平成18年）
  - 3月27日 - 1号館とテニスコートが完成。
  - 4月1日 - 三重県立四日市北高等学校と三重県立四日市高等学校通信制課程を統合して開校。
- 2007年（平成19年）3月 - 新校歌ができる。作詞：谷川俊太郎、作曲：谷川賢作。
- 2008年（平成20年）末 - 『あづまや』生徒の憩いの場が完成[1]。

## 教育組織
定時制昼間部の午前部と午後部の振り分けは基本的に抽選で決まるが、入学時に「午前（午後）でなければならない理由」や、2年目以降に「午前（午後）に移りたい」などの要望があれば移ることができる。ただし、前者の理由に「アルバイトをするから（正規の就職は可）」は認められず、後者の場合は移る先に人数の空きがなければできない。
また、「普通科」「情報ビジネス科」によって卒業に必要な単位数が異なるが、卒業する際に届出をすることでどちらも卒業可能である。
- 定時制課程
  - 昼間部
    - 午前部・午後部
      - 普通科
      - 情報ビジネス科

  - 夜間部
    - 普通科
- 通信制課程(生徒の半分以上が不登校の経験者である。2008年には972人だった生徒が2011年には1585人と急増して定時制の生徒は増加ではなくて通信制の生徒が600人増加した）
  - 普通科

## 教育目標
- 豊かな心を育む人作り
- 個性と想像力を育む人作り
- 意欲と活力を育む人作り

## アクセス
- 近鉄名古屋線・三岐鉄道三岐線近鉄富田駅 徒歩13分
- 任意保険の加入と届出をすれば、原動機付自転車や自動車での通学もできる。